# Кардіоспазм
Кардіоспа́зм (ахалазі́я стравоходу, ахалазі́я ка́рдії, ідіопатичне розширення стравоходу, мегоезофагус) — хвороба, при якій виникає спазм м'язової оболонки стравоходу, а також недостатнім його розширенням при ковтанні їжі. Характеризується порушенням проходження їжі зі стравоходу у шлунок, зустрічається частіше в осіб середнього віку. Проявляється загрудинним болем, дисфагією та регургітацією у вигляді зригування слини, слизу та залишків їжі зі стравоходу.

## Етіологія і патогенез
Етіологія і патогенез вивчені недостатньо. Велике значення мають нервово-психічні травми, нервово-трофічні порушення, вітамінна недостатність (вітаміну В1, нікотинової кислоти), інфекційно-токсичні ураження нервових сплетень та гладкої мускулатури стравоходу та кардії.

## Клінічні прояви
Кардіоспазм є ураженням нервово-м'язового апарату стравоходу та кардії, що супроводжується:
- атонією, розширенням стравоходу,
- порушенням відкриття кардії при ковтанні,
- евакуацією їжі зі стравоходу у шлунок,
- тривалою затримкою їжі у стравоході.

Хворі відмічають порушення ковтання (дисфагія), яке періодично посилюється. Іноді спостерігається біль у нижній третині груднини, який триває декілька хвилин. Одні хворі краще ковтають рідину, інші — щільну їжу. Ковтанню сприяє глибоке дихання. Іноді буває гикавка, часто через споживання невеликої кількості їжі виникають запори.
На пізніших стадіях при значному розширенні у нижній частині стравоходу маси, що скупчуються в ньому, виділяються з блюванням. У цей період при рентенологічному дослідженні виявляють розширення стравоходу, яке переходить у конічне звуження. Нерідко хвороба триває багато років без інших ускладнень. Прогресування утруднення потрапляння їжі у шлунок може призвести до тяжкого виснаження.

## Діагностика
У початковій стадії хвороби діагноз можна уточнити за допомогою езофагоскопії, езофагоманометрії.
Диференційний діагноз проводять із раком кардіального відділу стравохода. При рентгенологічному дослідженні при ахалазії стінки стравоходу гладкі, на відміну від рака. Дисфагія та зміна стравоходу можуть відносно рано виникати при системній склеродермії, передуючи іншим проявам хвороби.

## Лікування
Частий прийом їжі із повільним ретельним прожовуванням її. Зі спазмолітичних засобів призначають папаверин, атропін, реглан. Іноді у момент спазму полегшення приносить прийом таблетки нітрогліцерину або кілька ковтків теплої води. Застосовують хірургічні методи лікування.